# 里姆斯多夫
里姆斯多夫（法語：Rimsdorf，法語發音：[ʁimsdɔʁf] ⓘ）是法国下莱茵省的一个市镇，属于萨韦尔讷区。 

## 地理
里姆斯多夫（48°55'46"N, 7°7'34"E）面积6.07 平方千米，位于法国大東部大區下莱茵省，该省份为法国大陆部分最东部的省份，是阿尔萨斯的一部分，今与上莱茵省组成了阿尔萨斯欧洲集体，其南至上莱茵省，西南接孚日省和默尔特-摩泽尔省，西接摩泽尔省，北与德国接壤，东侧沿莱茵河与德国相望。
与里姆斯多夫接壤的市镇（或旧市镇、城区）包括：比尔巴克、东费塞、马克维莱尔、萨尔于尼翁、萨尔韦登、塔勒德吕林根。
里姆斯多夫的时区为UTC+01:00、UTC+02:00（夏令时）。

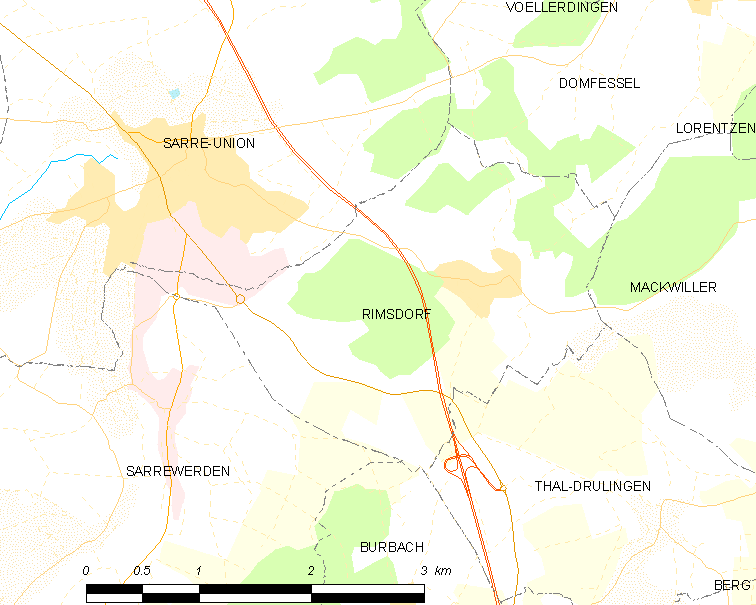
里姆斯多夫的OSM定位图

## 行政
里姆斯多夫的邮政编码为67260，INSEE市镇编码为67401。

## 政治
里姆斯多夫所属的省级选区为英维莱尔县。

## 人口

1962-2008年间里姆斯多夫人口变化图示

里姆斯多夫于2022年1月1日时的人口数量为294人。